# Open Wounds (película de 2025)
Open Wounds es una próxima película independiente estadounidense de terror y thriller, dirigida por Ronald Krauss, escrita por Joshua Courtade, Ryan Leeder y protagonizada por Jack Kilmer, Eric Roberts, Paris Jackson, Renata Notni, Lambert Houston, Richie Radici y Jay Giannone. La cinta comenzó su producción del 11 de septiembre al 6 de octubre de 2023 en Atlanta, Georgia. Está planeado su estreno para inicios del año 2025.

## Sinopsis
La historia sigue a Jefferson (Roberts), dueño de un estudio de cine de terror independiente y su sobrino Caleb (Kilmer), un joven obsesivo con las películas de terror y aspirante a maquillador de efectos especiales, que Finalmente consigue su “pequeño descanso” cuando Jefferson le asigna trabajar en una película de serie B sobre un vampiro (Notni). Allí, se encuentra con otra maquilladora, Ginni (Jackson), con quien siente que puede compartir sus vulnerabilidades, así como con un rival que no lo apoya, Todd (Houston).
Caleb, inseguro de su talento y desesperado por ganarse la aprobación de Jefferson, lucha con la tarea, hasta que accidentalmente presencia un asesinato y, al ver que el realismo es el elemento que falta en su trabajo, basa un efecto en lo que ha presenciado. De repente, ganando la aprobación de Jefferson y los elogios en el set, Caleb comienza a preparar sus efectos cometiendo sus propios asesinatos, perdiendo en el proceso su brújula moral y descendiendo a la locura. A medida que los crímenes de Caleb se vuelven más grotescos, su relación con Ginny se convierte en una búsqueda poco convencional de amor.

## Reparto
- Jack Kilmer como Caleb Castle, un artista obsesionado con el cine de horror.
- Eric Roberts como Jefferson Price, dueño de una empresa de cine independiente.
- Paris Jackson como Ginny Brown, una maquilladora de efectos especiales e interés amoroso de Caleb.
- Lambert Houston como Todd Bracken, un artista y rival de Caleb.
- Renata Notni como Katrina, actriz que interpreta a una vampira.
- Richie Radici como Bradford Davis
- Jay Giannone como Bob
- Nicole Marie Johnson como Angie
- Victoria DeBlauss como Kristi
- Rufus Dorsey como Esteban

## Producción

### Desarrollo
Provenientes de Day 28 Films y Bald Eagle Entertainment, los productores de la película son Krauss e Ira Houston. Chung Dick y Thomas Carroll son los productores ejecutivos, con Haweni Keskessa y Marvin Cheng como coproductores. Ron Krauss se unió al proyecto en noviembre de 2023 fichado para dirigir la película. El director de fotografía uruguayo Agustín Claramunt se unió al proyecto.

### Elenco
Junto al anuncio del director y equipo técnico, se anunció que Jack Kilmer, hijo del veterano actor Val Kilmer se había unido al elenco como protagonista, junto al también veterano Eric Roberts, recientemente nominado al Premio Óscar. Paris Jackson, hija de Michael Jackson se unió al elenco en un papel principal. Richie Radici, Renata Notni, Lambert Houston, Jay Giannone y Nicole Marie Johnson completaron el elenco.

### Rodaje
Las filmaciones de la cinta se llevaron a cabo del 11 de septiembre al 6 de octubre del 2023 en la ciudad de Atlanta, Georgia.